# Pseudoaneurisma
El pseudoaneurisma o aneurisma falso es una lesión poco frecuente que puede afectar a la pared de una arteria o a la pared cardiaca. Se produce como consecuencia del efecto de algún estímulo lesivo contra esta estructura provocando la fuga de sangre hacia un compartimiento fibroso externo que contendrá el hematoma. Las fracturas de la base del cráneo pueden provocar pseudoaneurismas de la arteria carótida interna que se lesiona a su paso por el conducto carotídeo.
Los seudoaneurismas femorales pueden complicar hasta el 8 % de los procedimientos de intervención vascular. Los pseudoaneurismas pequeños pueden coagularse espontáneamente, mientras que otros necesitan un tratamiento definitivo.
Un pseudoaneurisma también puede ocurrir en una cámara del corazón después de un daño miocárdico debido a isquemia o trauma. Un pseudoaneurisma del ventrículo izquierdo es una complicación potencialmente letal de un infarto de miocardio.